# Vyacheslav Kalashnikov Polishchuk
Vyacheslav Kalashnikov Polishchuk (Vladivostok, Rusia; 6 de noviembre de 1955) es un matemático, catedrático e investigador ruso radicado en México. Se desempeña como profesor en el Instituto Tecnológico y de Estudios Superiores de Monterrey en Monterrey, México. Su trabajo ha sido reconocido con premios de la Academia Ucraniana de Ciencias y por la Academia Rusa de Ciencias, también forma parte del nivel II del Sistema Nacional de Investigadores.

## Biografía
Nació en Vladivostok, Rusia y está casado con Natalia Kalishnikova. Tienen una hija.
Kalashnikov obtuvo su licenciatura y maestría en matemáticas de la Universidad Estatal de Novosibirsk de Novosibirsk, Siberia. Luego pasó a obtener su doctorado en matemáticas y  cibernética en la misma universidad y en el Instituto Central de Matemática Económica de la Academia Rusa de Ciencias, en Moscú.
Comenzó su carrera como profesor asociado en la Universidad Estatal de Altái de Barnaul, Rusia y en 1985 se convirtió en investigador del Instituto de Matemáticas de la Academia de Ciencias de Rusia en Novosibirsk antes de pasar a formar parte de la Universidad del Estado de Sumy de Sumy, Ucrania en 1989. En 1995 comenzó a trabajar como investigador principal en el Instituto Central de Matemáticas y Economía de la Academia de Ciencias de Rusia. En 1998 se convirtió en el director asistente del departamento de economía de la Universidad de Ciencias Humanísticas en Moscú. En 2002, fue invitado por CONACYT a dar clases en la Universidad Autónoma de Nuevo León por un periodo de dos años. En ese momento, él no hablaba español, pero fue capaz de dar clases en inglés. Al finalizar su contrato de dos años, decidió quedarse en México debido a que su esposa encontró un puesto de profesora y su hija había comenzado la escuela de medicina. Ha sido investigador y profesor en el Tec de Monterrey, Campus Monterrey desde 2004, trabajando más que nada en investigación, impartiendo también la clase de Métodos de Solución de Problemas de Programación Bi-nivel. Él ahora habla español con fluidez
Su principal especialidad de investigación es la optimización, especialmente en la complementariedad y las variables desiguales. En 2002 publicó el libro "La complementariedad, equilibrio, Eficiencia y Economía" en Londres. Además, ha sido autor y coautor de ocho capítulos de libros y ha publicado veinticinco artículos. Ha presentado su trabajo en conferencias en México y en el extranjero.
En 1993 Kalashnikov recibió una medalla de la Academia Ucraniana de Ciencias y en 1997 recibió un premio, otorgado por el Instituto Central de Economía y Matemáticas de la Academia de Ciencias de Rusia por su trabajo de investigación. Desde 2015, él ha formado parte del nivel III en el Sistema Nacional de Investigadores de México. También aparece en la séptima edición de quinientos líderes de Influencia. Es miembro de la Asociación Rusa de Matemáticas Programación del American Mathematical Society y la Sociedad Matemática Mexicana.